# Sideroxylon borbonicum
Espèce
Classification phylogénétique
Sideroxylon borbonicum, le Bois de fer bâtard, est une espèce de plantes à fleurs de la famille des sapotacées. C'est un arbre endémique de l'île de La Réunion, département d'outre-mer français dans le sud-ouest de l'océan Indien.
Son tronc est très tortueux ce qui en fait un bois peu recherché contrairement aux autres bois de fer. Endémique de l'île de La Réunion, il est une des premières essences à coloniser les coulées de lave, mais est de plus en plus rare car fortement concurrencé par les espèces exotiques invasives. On le rencontre un peu partout sur l'île. Il présente une forme dite des bas (SB capuronii, jusqu'à 800 m d'altitude) et une dite des hauts (SB borbonicum, de 800 à 2 000 m d'altitude).